# Associazione Sportiva Taranto 1964-1965
Questa pagina raccoglie le informazioni riguardanti l'Associazione Sportiva Taranto nelle competizioni ufficiali della stagione 1964-1965.

## Rosa
| N. |                   | Ruolo | Calciatore           |
| -- | ----------------- | ----- | -------------------- |
|    | Italia (bandiera) | D     | Alessandro Aldinucci |
|    | Italia (bandiera) | A     | Franco Alessi        |
|    | Italia (bandiera) | P     | Giorgio Bandini      |
|    | Italia (bandiera) | C     | Angelo Bellemo       |
|    | Italia (bandiera) | C     | Giuseppe Di Serio    |
|    | Italia (bandiera) | A     | Giordano Martinelli  |
|    | Italia (bandiera) | A     | Luigi Martinelli     |
|    | Italia (bandiera) | A     | Antonio Mattioli     |
|    | Italia (bandiera) | D     | Alfredo Napoleoni    |

| N. |                   | Ruolo | Calciatore          |
| -- | ----------------- | ----- | ------------------- |
|    | Italia (bandiera) | A     | Diego Oreste        |
|    | Italia (bandiera) | P     | Nello Orlandi       |
|    | Italia (bandiera) | C     | Giuliano Piovanelli |
|    | Italia (bandiera) | A     | Giuseppe Placella   |
|    | Italia (bandiera) | A     | Renato Raimondi     |
|    | Italia (bandiera) | C     | Sergio Rodaro       |
|    | Italia (bandiera) | C     | Venanzio Severini   |
|    | Italia (bandiera) | C     | Franco Stefanini    |
|    | Italia (bandiera) | C     | Leardo Viacava      |